# Highgate Cemetery

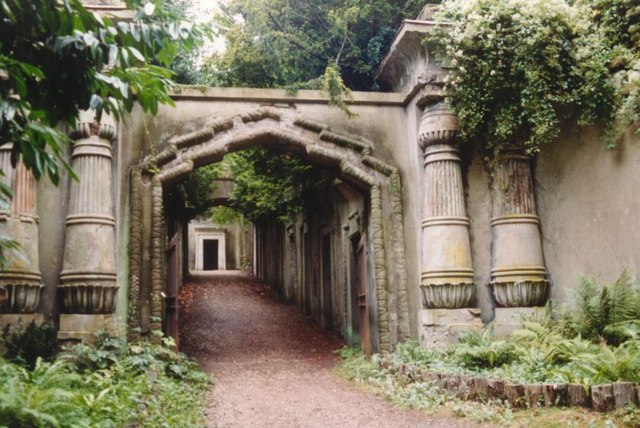
Aleja Egipska

Highgate Cemetery – cmentarz w Londynie, położony w północnej dzielnicy Highgate.

## Historia
Nekropolię poświęcono oficjalnie 20 maja 1839, a pierwszą pochowaną osobą była Elizabeth Jackson (36 lat, zm. 23 maja 1839). Do końca 1839 pochowano tam 204 osoby. Zarząd nad cmentarzem sprawowała London Cemetery Company, opiekująca się również cmentarzem w południowej części miasta (Nunhead). Reprezentacyjna jest Aleja Egipska, oflankowana dwoma okazałymi obeliskami, mocno zagłębiona względem okolicznego terenu. Stoją przy niej monumentalne, 12-osobowe grobowce z ciężkimi, metalowymi drzwiami. Na cmentarzu zbudowano też duże katakumby i wzniesienie z cedrem libańskim. Przy bramie głównej wzniesiono kaplicę. W 1854 cmentarz rozszerzono o 19 akrów po przeciwnej stronie Swains Lane wraz ze zbudowaniem tunelu dla konduktów. W 1865 ukazała się pierwsza publikacja opisująca cmentarz (William Justyne). W 1975 cmentarz zamknięto, a był wtedy w bardzo złym stanie technicznym. Planowano likwidację nekropolii i zbudowanie w jej miejscu terenów rekreacyjnych. W 1981 Towarzystwo Przyjaciół Cmentarza (Friends of Highgate Cemetery Trust) stało się oficjalnym jego właścicielem i rozpoczęto prace restauracyjne.

## Pochowani
Na cmentarzu pochowano m.in. takie osoby jak:
- Michael Faraday (1867),
- John Galsworthy (1933),
- rodzina Charlesa Dickensa (on sam pochowany jest w Westminster Abbey)
- James Holman (1857)
- Elizabeth Siddal (1862),
- Karol Marks wraz z żoną Jenny Marks (1881), córką Jenny Longuet (1883), drugą córką Eleonorą Marks (1898) i wnukiem Harrym Longuetem (1883) - obecny grób pochodzi z 1954 (proj. Laurence Bradshaw), po przeniesieniu prochów z innej części cmentarza,
- George Eliot (1880),
- Malcolm McLaren (2010),
- Herbert Spencer (1903),
- Aleksandr Litwinienko (2006),
- Christina Rossetti (1894),
- Jean Simmons (2010),
- Jacob Bronowski (1974),
- Eric Hobsbawm (2012),
- George Michael (2017).

Istotną z polskiego punktu widzenia częścią cmentarza jest tzw. Wzgórze Orła Białego (White Eagle Hill, starsza część, kwatera nr 60). Stoi tu rzeźba orła wydobywającego się spod płyty grobowej. Pochowani są tutaj Polacy, m.in.:
- Wojciech Darasz (1808-1852) - pierwszy pochowany Polak, emigracyjny działacz niepodległościowy, publicysta,
- Stanisław Worcell (1799-1857) - jego uroczystość pogrzebowa opisywana jest jako jedna z dwóch najważniejszych w XIX wieku (wcześniej Worcell przemawiał na pogrzebie Darasza - obaj pochowani są we wspólnym grobie, a autorem nagrobka był prawdopodobnie malarz Ludwik Bulewski),
- Feliks Nowosielski (1800-1864), powstaniec listopadowy,
- Ludwik Oborski (1787–1873), socjalista, powstaniec listopadowy,
- Kazimierz Rumsza (1886-1970), generał brygady, walczył z bolszewizmem w 1920,
- Artur Szewczyk (1905-1973), socjalista,
- Stanisław Szurlej (1878-1965), prawnik i publicysta,
- Feliks Topolski (1907-1989), malarz i rysownik.